# M'Zizel
M'Zizel (franska: M Zizel (CR), M Zizel (Commune Rurale), arabiska: كير) är en kommun i Marocko.   Den ligger i provinsen Midelt och regionen Drâa-Tafilalet, 290 km sydost om huvudstaden Rabat. Antalet invånare är 6 443.